# Artur Kozłowski (oficer)
Artur Kozłowski  (ur. 30 września 1971 w Częstochowie) – polski wojskowy, pułkownik, od 8 października 2018 dowódca Jednostki Wojskowej AGAT.

## Przebieg służby wojskowej
Artur Kozłowski studia wojskowe rozpoczął we wrześniu 1991 w Wyższej Szkole Oficerskiej Wojsk Zmechanizowanych we Wrocławiu. W 1995 po ukończeniu Wyższej Szkoły Oficerskiej im. Tadeusza Kościuszki został promowany na pierwszy stopień oficerski – podporucznika. Służbę zawodową rozpoczął w październiku 1995 obejmując stanowisko dowódcy grupy specjalnej w 1 pułku specjalnym komandosów w Lublińcu. Następnie w tej jednostce pełnił służbę na różnych stanowiskach w pododdziałach bojowych i w sztabie jednostki. W 2005 był dowódcą kompanii specjalnej w PKW Irak, w 2008 również w Iraku służył jako starszy oficer operacyjny Zgrupowania Sił Specjalnych. W 2011 był zastępcą dowódcy Zespołu Bojowego TF50 w PKW Afganistan. 
W 2015 został wyznaczony na stanowisko szefa wydziału operacyjnego w Jednostce Wojskowej Komandosów. W 2016 służbowo został skierowany z Lublińca do Gliwic, gdzie objął funkcję szefa pionu operacyjnego, a następnie szefa sztabu Jednostki Wojskowej Agat. Na przełomie 2017 i 2018 jako podpułkownik dowodził Polskim Kontyngentem Wojskowym OIR w Iraku. 28 września 2018 minister obrony narodowej Mariusz Błaszczak wręczył mu nominację na dowódcę Jednostki Wojskowej Agat. 
8 października 2018  przyjął obowiązki dowódcy Jednostki Wojskowej Agat. Podczas pełnienia służby w JW Agat był współodpowiedzialny i odpowiedzialny za certyfikację trzech zespołów szturmowych oraz wystawienie pododdziałów JW Agat do dyżurów w Siłach Odpowiedzi NATO.

## Awanse
- podporucznik – 1995[1]

(...)
- pułkownik – 2018[1]

## Ordery, odznaczenia i wyróżnienia[8]
- Krzyż Zasługi za Dzielność
- Wojskowy Krzyż Zasługi z Mieczami
- Gwiazda Iraku
- Gwiazda Afganistanu
- Srebrny Medal "Za Zasługi dla Obronności Kraju"
- Srebrny Medal "Siły Zbrojne w Służbie Ojczyzny"
- Odznaka pamiątkowa 1 pułku specjalnego komandosów
- Odznaka pamiątkowa Jednostki Wojskowej Komandosów
- Odznaka pamiątkowa JW AGAT – 2018, (ex officio)
- Odznaka Gwiazda Górnośląska[9]
- Kordzik Honorowy Sił Zbrojnych Rzeczypospolitej Polskiej[10]
- Złoty medal za zasługi dla Województwa Śląskiego[10]
- Złota Odznaka Pamiątkowa Bieszczadzkiego Oddziału Straży Granicznej[11]
- Brązowy Medal za Zasługi dla Straży Granicznej[12][13]